# 欧州人民党グループ
欧州人民党グループ（おうしゅうじんみんとうグループ）は、中道右派の欧州議会の政治会派。欧州規模の政党である欧州人民党に参加する各国の政党に所属する欧州議会議員と少数の無所属議員で形成されている。
1999年から2009年まではイギリスの保守党やチェコの市民民主党などの欧州懐疑派の政党で作られていた緩やかな政党連合「欧州民主主義グループ」とともに「欧州人民党・欧州民主主義グループ」の名称で会派を形成していた。ところが2009年に欧州民主主義グループが離脱して新会派「欧州保守改革グループ」を結成し、欧州人民党・欧州民主主義グループの名称が改められることとなった。
欧州人民党グループは、その起源を欧州議会の前身である欧州石炭鉄鋼共同体の共同総会が招集された1952年9月まで遡ることができ、現存する会派としては最も古い3会派のひとつである。「キリスト教民主主義グループ」として結成され、当初は会派の勢力が下がり気味だったものの、1980年代から1990年代に、欧州人民党がしだいに拡大していき、中道右派ではあるがキリスト教民主主義系ではない政党に所属する議員が合流するようになって勢いを取り戻した。
その結果、欧州人民党グループは過半数は得ていないものの、欧州議会内の最大会派となっている。協力手続で必要な過半数を確保するために、欧州人民党グループは社会主義グループとの「大連立」（1999年から2004年のあいだは欧州自由民主改革党グループと連携）を形成し、大連立を形成することで議会内において議席の過半数と権限を保持してきた。この大連立は形成され続けているが、サンテール委員会が提出した予算案に対して欧州人民党グループが反対して社会主義グループと対立し、連立の関係が割れるといったこともあった。

## 沿革
1952年9月10日、現在の欧州議会の前身である欧州石炭鉄鋼共同体の共同総会が開かれ、その翌日、マーン・サッセンを代表とするキリスト教民主主義グループが非公式ながらも結成された。結成時、キリスト教民主主義グループは全78議席中38議席を持ち、絶対過半数に2議席足りていなかった。1953年6月16日、共同総会において政治会派の正式な結成を可能にする決議が採択され、同月23日には会派の綱領を発表してキリスト教民主主義グループは正式に結成された。
キリスト教民主主義グループは結成時には最大会派であったが、その後支持を失っていき、1979年の選挙まで第2会派となっていた。欧州諸共同体が欧州連合に発展すると、新規加盟国の中道右派が必ずしもキリスト教民主主義を掲げているとは限らず、欧州人民党は欧州議会における勢力の衰退を危惧しだした。ところがこの危惧に反して、欧州人民党はキリスト教民主主義にこだわらずに中道右派の政党を受け入れていき、保守系政党の合流を目指していった。
この保守系政党を受け入れていくという方針は成功した。ギリシャの新民主主義党やスペインの国民党に所属する欧州議会議員が欧州人民党グループに合流したのである。イギリスの保守党やデンマークの保守党は独自の会派である欧州民主主義グループを維持しようとしたが支持を受けられず、また少数会派に特有の諸問題から1990年代には解消を余儀なくされ、欧州民主主義グループに参加していた各会派は欧州人民党グループに合流することとなった。ヨーロッパ中の中道右派が合流していく状況は1990年代を通して続き、イタリアのフォルツァ・イタリアに所属する欧州議会議員も欧州人民党グループに加わっていくことになる。ところが合流しても会派としては一枚岩ではなく、キリスト教民主主義系と伝統的保守系とのあいだで、欧州懐疑主義の台頭による亀裂が生じていく。欧州懐疑派の議員が会派内で集まり、かつての会派名「欧州民主主義グループ」として活動するようになった。
それでも会派としては、会派名を「欧州人民党・欧州民主主義グループ」に改めていたこともあって、1990年代をとおして分裂することなく存続し、最終的には1999年の選挙の結果を受けて欧州議会内の最大会派の座を取り戻すこととなった。
合流による会派の拡大が続いたとはいえ、全議席の過半数を得るまでとなったということではない。単一欧州議定書によって導入された協力手続が求める欧州議会議員の過半数を満たすために、社会主義系グループ、あるいは自由主義系グループとの「大連立」は続けていた。予算案の採決をめぐって社会主義系グループと対立し、サンテール委員会を総辞職に追い込むなど、ときにほかの会派とともに与野党対決のような状況を作り出すといったことがあっても、連立関係は維持された。
ところがそのあいだに会派内グループの欧州民主主義グループを形成していた各党は活発に動き、2009年の選挙が終わった6月22日に、チェコの市民民主党やイギリスの保守党は新会派「欧州保守改革グループ」を結成して会派を離脱した。これを受けて欧州人民党・欧州民主主義グループは会派名を元の欧州人民党グループに戻した。

## 組織
欧州人民党グループは集団指導体制で運営されている。執行部は会派代表が1名、会派副代表が最大10名でそのうち1名は財務責任者となっている。会派の日常の運営は事務局長以下の事務局が担当している。また欧州人民党グループには独自のシンクタンク "European Ideas Network"を設けており、ここでは中道右派の立場から欧州連合が直面している諸問題を議論するために、ヨーロッパ中の世論形成者を集めている。
2020年4月現在、執行部は以下の10人で構成されている。
- 代表
  - マンフレート・ヴェーバー -  ドイツ キリスト教民主同盟

- 副代表
  - アルノー・ダンジャン　-　 フランス　共和党
  - エスター・デ・ランゲ　-　 オランダ　キリスト教民主アピール
  - エステバン・ゴンザレス・ポンス　-　 スペイン　国民党
  - サンドラ・カルニエテ　-　 ラトビア　統一
  - アンドレイ・コバチェフ　-　 ブルガリア　ヨーロッパ発展のためのブルガリア市民
  - ヴァンゲリス・マイマラキス　-　 ギリシャ　新民主主義党
  - ジークフリート・ムレシャン　-　 ルーマニア　国民自由党
  - ヤン・オルブリヒト　-　 ポーランド　市民プラットフォーム
  - パウロ・ランゲル　-　 ポルトガル　社会民主党

### 歴代会派代表
- マーン・サッセン（1953年 - 1958年） -  オランダ、カトリック人民党
- ピエール・ウィニー（1958年） -  ベルギー、社会キリスト党
- アラン・ポエール（1958年 - 1966年） -  フランス、人民共和運動
- ヨゼフ・イルラーハウス（1966年 - 1969年） -  西ドイツ、ドイツキリスト教民主同盟
- ハンス・リュッカー（1969年 - 1975年） -  西ドイツ、ドイツキリスト教民主同盟
- アルフレッド・ベルトランド（1975年 - 1977年） -  ベルギー、キリスト教人民党
- エゴン・クレプシュ（1977年 - 1982年） -  西ドイツ、ドイツキリスト教民主同盟
- パオロ・バルビ（1982年 - 1984年） -  イタリア、キリスト教民主主義
- エゴン・クレプシュ（1984年 - 1992年） -  西ドイツ /  ドイツ、ドイツキリスト教民主同盟
- レオ・ ティンデマンス（1992年 - 1994年） -  ベルギー、キリスト教人民党
- ウィルフリート・マルテンス（1994年 - 1999年） -  ベルギー、キリスト教人民党
- ハンス＝ゲルト・ペテリング（1999年 - 2007年） -  ドイツ、ドイツキリスト教民主同盟
- ジョゼフ・ドール（2007年 - 2014年） -  フランス、国民運動連合
- マンフレート・ヴェーバー（2014年 - ） -  ドイツ、ドイツキリスト教民主同盟

## 参加政党・議員
| 国             | 国内政党                                   | 議員数 |
| -------------- | ------------------------------------------ | ------ |
| オーストリア   | オーストリア国民党                         | 7      |
| ベルギー       | キリスト教民主フラームス                   | 2      |
| ベルギー       | 民主人道主義中道派                         | 1      |
| ベルギー       | キリスト教社会党                           | 1      |
| ブルガリア     | ヨーロッパ発展のためのブルガリア市民       | 5      |
| ブルガリア     | 民主勢力同盟                               | 1      |
| ブルガリア     | 強いブルガリアのための民主党               | 1      |
| クロアチア     | クロアチア民主同盟                         | 4      |
| キプロス       | 民主運動党                                 | 2      |
| チェコ         | キリスト教民主同盟＝チェコスロバキア人民党 | 2      |
| チェコ         | TOP 09                                     | 2      |
| チェコ         | 市長と無所属                               | 1      |
| デンマーク     | 保守党                                     | 1      |
| エストニア     | Isamaa                                     | 1      |
| フィンランド   | 国民連合党                                 | 3      |
| フランス       | 共和党                                     | 8      |
| ドイツ         | キリスト教民主同盟                         | 23     |
| ドイツ         | キリスト教社会同盟                         | 6      |
| ギリシャ       | 新民主党                                   | 8      |
| ハンガリー     | フィデス＝ハンガリー市民同盟               | 12     |
| ハンガリー     | キリスト教民主人民党                       | 1      |
| アイルランド   | フィネ・ゲール                             | 5      |
| イタリア       | フォルツァ・イタリア                       | 7      |
| イタリア       | 南チロル人民党                             | 1      |
| ラトビア       | 統一                                       | 2      |
| リトアニア     | 祖国同盟＝リトアニア・キリスト教民主党     | 3      |
| リトアニア     | 無所属                                     | 1      |
| ルクセンブルク | キリスト教社会人民党                       | 2      |
| マルタ         | 国民党                                     | 2      |
| オランダ       | キリスト教民主アピール                     | 4      |
| オランダ       | キリスト教連合                             | 1      |
| オランダ       | 50プラス                                   | 1      |
| ポーランド     | 市民プラットフォーム                       | 12     |
| ポーランド     | ポーランド農民党                           | 3      |
| ポーランド     | 無所属                                     | 2      |
| ポルトガル     | 社会民主党                                 | 6      |
| ポルトガル     | 民主社会センター・人民党                   | 1      |
| ルーマニア     | 国民自由党                                 | 10     |
| ルーマニア     | ルーマニア・ハンガリー人民主同盟           | 2      |
| ルーマニア     | 人民運動党                                 | 2      |
| スロバキア     | SPOLU                                      | 2      |
| スロバキア     | キリスト教民主運動                         | 2      |
| スロバキア     | 普通の人々                                 | 1      |
| スロベニア     | スロベニア民主党                           | 2      |
| スロベニア     | 新スロベニア                               | 1      |
| スロベニア     | スロベニア人民党                           | 1      |
| スペイン       | 国民党                                     | 13     |
| スウェーデン   | 穏健党                                     | 4      |
| スウェーデン   | キリスト教民主党                           | 2      |
| 合計           |                                            | 187    |

（2020年4月現在）

## 活動

### 報道された活動
2004年6月から2008年8月までにかけての会派の活動には、パレスチナやウクライナでの選挙監視、ヨーロッパ鉄道網の拡充、電話通信会社の規制撤廃、共通エネルギー政策、ブルガリアとルーマニアの欧州連合への加盟。共通農業政策の部分的な改革、不法移民対策、南オセチアとの関係についてのロシアに対する非難、欧州憲法条約およびリスボン条約への賛成、グローバリゼーションについての議論、中国や台湾との関係、ホロコースト否認を非合法とする案への支持、アンナ・ポリトコフスカヤに対するサハロフ賞授賞の推薦、ダニエル・ハナンの除名、欧州民主主義グループの離脱問題などがある。その一方で、2009年の欧州議会議員選挙での投票率低下に対する取り組み不足や欧州社会党グループとの議長職についての取り決めに対する批判があった。

### 欧州議会での活動状況
欧州議会における議論や採決は欧州議会のウェブサイトで閲覧することができ、それらは会派別や関連する議院規程ごとに分類されている。このページでの検索結果で各会派の欧州議会における活動状況がわかり、議論への参加の程度が示される。2004年8月1日から2008年8月1日までに欧州人民党・欧州民主主義グループは659件の動議に関与しており、この数値は当該期間において全会派のなかで3番目となっている。